# Protium ecuadorense
Protium ecuadorense är en tvåhjärtbladig växtart som beskrevs av Raymond Benoist. Protium ecuadorense ingår i släktet Protium och familjen Burseraceae. Inga underarter finns listade i Catalogue of Life.